# Janisz Karabeljov
Janisz Karabeljov (bolgárul: Янис Карабельов; Szófia, 1996. január 23. –) bolgár válogatott labdarúgó, a bolgár Botev Plovdiv játékosa. A posztja: védekező középpályás.

## Pályafutása

### Klubcsapatokban
Karabeljov a bolgár Szlavija Szofija csapatában mutatkozott be a bolgár élvonalban 2013 szeptemberében egy Levszki Szofija elleni mérkőzésen. 2013 és 2020 között összesen százharminc bajnoki mérkőzésen lépett pályára a Szlavijában, amellyel 2018-ban bolgár kupagyőztes lett. 2017 őszén a Carszko Szelo Szofija kölcsönjátékosa volt. 2020 decemberében szerződtette őt a Kisvárda csapata.

### Válogatott
Többszörös bolgár utánpótlás-válogatott; a felnőtt válogatottban 2019 júniusában mutatkozott be egy Csehország elleni Eb-selejtező mérkőzésen.

#### Mérkőzései a bolgár válogatottban
| #  | Dátum               | Ellenfél     | Eredmény | Kiírás          | Esemény |
| -- | ------------------- | ------------ | -------- | --------------- | ------- |
| 1. | 2019. június 7.     | Csehország   | 1 – 2    | Eb-selejtező    | 64'     |
| 2. | 2020. szeptember 6. | Wales        | 0 – 1    | Nemzetek Ligája |         |
| 3. | 2020. október 8.    | Magyarország | 1 – 3    | Eb-pótselejtező |         |
| 4. | 2020. október 11.   | Finnország   | 0 – 2    | Nemzetek Ligája | 75'     |
| 5. | 2020. október 14.   | Wales        | 0 – 1    | Nemzetek Ligája | 52'     |
| 6. | 2020. november 15.  | Finnország   | 1 – 2    | Nemzetek Ligája | 85'     |

## Sikerei, díjai
Szlavija Szofija
- Bolgár kupagyőztes (1): 2018

 Kisvárda
- Magyar labdarúgó-bajnokság ezüstérmes: 2021–22